# Кукушкины слёзки (обиходные названия)
Куку́шкины слёзки, реже куку́шкины слёзы — народное название, применимое в разных местах к разным растениям, иногда совершенно не родственным и очень далёким друг от друга по положению в царстве растений. В отношении происхождения названия существует несколько версий, в разной степени фантазийных или сказочных. Согласно одной из них, в кукушку превратилась женщина, брошенная своими детьми в болезни или старости. И где падали кукушкины слёзы, там вырастало красивое растение, чем-то в своём облике напоминающее о следах (каплях) слёз. Такая же генетическая связь наблюдается у этого фитонима и с древним языческим южнорусским весенним обрядом, называемом в разных местах по разному: крещение кукушки, похороны кукушки, кукушкины похороны или проводы кукушки. Совершали обряд в разное время: Вознесеньев день, Троицын день, Николин день (Никола Вешний), Духов день. Но, пожалуй, основной датой оставался уже летний Петров день.:185-186
Название кукушкины слёзки чаще всего имеет морфологическую семантику, когда какая-либо из частей растения хотя бы отдалённо вызывает ассоциации со слезами или кукушкой. Это может быть форма цветка или соцветия; полосы, пятна, а также рисунок на лепестках, листьях или стебле (напоминающие следы слёз) или яркий бросающийся в глаза образ растения в целом.:273 С другой стороны, тот же фитоним в говорах относится к довольно большой группе растений, для которых признак пестроты или крапинок очевидно не актуален.:274 Во многих случаях по контексту художественного текста бывает достаточно сложно определить, какие именно «кукушкины слёзки» имеет в виду автор.
Чаще других кукушкиными слёзками называют трясу́нку (лат. Bríza) — распространённое растение из семейства злаков, подсемейства Мятликовые (лат. Pooideae.:274 Название «трясунка» эта трава получила за характерно подвешенные колоски, вздрагивающие и качающиеся от любого ветерка или лёгкого прикосновения. А кукушкиными слёзками её назвали за характерную форму колосков, напоминающих капли.
Согласно другой версии, кукушкиными слёзками (или, значительно реже, «кукушкиным платьем») называют несколько видов дикорастущих северных орхидей из рода Ятрышник:274 (некоторые из них несложно отличить по характерным тёмным пятнам на листьях).
На Алтае и в Сибири кукушкиными слёзками называют другое растение с синими цветами: ирис сибирский. А на Кубани иногда под этим же именем имеют в виду два родственных растения: кукушкин цвет или смолёвку зелёноцветковую, чьи трубчатые цветы издалека напоминают колоски трясунки. Кроме того, под названием кукушкины или кукушечьи слёзки могут фигурировать не только растения. К примеру, для этого словосочетания отмечены энтомологические значения: куколки или яйца двух видов бабочек.:274

## Список таксонов, известных под именем «кукушкины слёзки»
- Кукушкины слёзки или змейка — одно из народных названий трясунки средней (лат. Briza media),[3] многолетнего травянистого злака с характерной декоративной формой соцветий-метёлок.
- Кукушкины слёзки[4] или дремлик — одно из народных названий нескольких дикорастущих видов ятрышника (лат. Órchis), красивого полевого и лесного цветка из семейства орхидных (лат. Orchidaceae). В том числе:
  - Ятрышник широколистный (лат. Orchis latifolia[5], позднее лат. Orchis incarnata),[6]:47 куколь или кукушкины слёзки — описанный ещё Карлом Линнеем вид, ныне известный среди ботаников как Пальчатокоренник мясо-красный (лат. Dactylorhiza incarnata).
  - Ятрышник пятнистый (лат. Orchis maculata)[7], быковец или кукушкины слёзки — также описанный ещё Карлом Линнеем вид, ныне известный среди ботаников как Пальчатокоренник пятнистый (лат. Dactylorhiza maculata).
  - Ятрышник мужской (лат. Orchis mascula)[8], кисельный корень или кукушкины слёзки — ещё один вид ятрышника, описанный Карлом Линнеем.
  - Ятрышник солончаковый (лат. Оrchis salina),[9]:648 — встречающийся на Алтае, в Бурятии и на Дальнем востоке вид, ныне известный среди ботаников как Пальчатокоренник солончаковый (лат. Dactylorhiza salina).
  - Ятрышник Фукса (лат. Оrchis fuchsii),[10]:318 — широко распространённый евро-западносибирский вид ятрышника, встречающийся в пределах всей лесной зоны европейской части России, ныне известный среди ботаников как Пальчатокоренник Фукса (лат. Dactylorhiza fuchsii).
  - Ятрышник шлемоносный (лат. Orchis militáris),[11]:67 или салеп — ещё один вид ятрышника, описанный Карлом Линнеем. Вид включен в Красные книги на территории большинства местностей, где он произрастает.
- Кукушкины слёзки или перелой[12] — одно из ритуальных[2]:185-186 народных названий любки двулистной (лат. Platanthera bifolia),[комм. 2] многолетнего травянистого растения, ещё одной полевой орхидеи из рода Любка.[13]
- Кукушкины слёзки или кукушник — одно из народных названий ещё одной полевой орхидеи из рода ремнелепестник (лат. Himantoglossum, ранее известный как лат. Satyrium),[14] многолетнего травянистого растения со стеблем, покрытым фиолетовыми пятнами.
- Кукушкины слёзки или адамова голова[15] — одно из народных названий венерина башмачка (лат. Cypripedium calceolus), одной из самых известных дикорастущих орхидей.
- Кукушкины слёзки или крестовый корень — одно из народных названий ещё одной полевой орхидеи из рода кокушник (лат. Gymnadenia conopsea),[16] многолетнего травянистого растения со светло-лилово-пурпурными цветками, собранными в длинные колосья.
- Кукушкины слёзки — одно из украинских народных имён полевой орхидеи тайник яйцевидный[17] с бледными сиреневыми цветами в форме падающей капельки.
- Кукушкины слёзки или барашки — одно из народных сибирских названий разных видов дикого ириса или касатика (лат. Iris),[18]:96 многолетнего травянистого растения из семейства ирисовые (лат. Iridaceae) с пятнистыми ярко-синими цветами.
  - Кукушкины слёзки или барашки — одно из народных сибирских названий ириса или касатика русского (лат. Iris ruthenica),[19]:111 многолетнего травянистого растения из семейства ирисовые (лат. Iridaceae) с пятнистыми ярко-синими цветами.
  - Кукушкины слёзки или барашки — одно из народных сибирских названий ириса или касатика тонколистного (лат. Iris tenuifolia),[20]:101 многолетнего травянистого растения из семейства ирисовые (лат. Iridaceae) с полосатыми бледно-синими цветами.
- Кукушкины слёзки или гадючая цибулька[21] — одно из народных названий мышиного гиацинта или гадючьего лука незамеченного (лат. Muscari neglectum), многолетнего травянистого растения из семейства Спаржевые (лат. Asparagaceae) с маленькими соцветиями, составленными из кувшинчатых цветков-слёзок.
- Кукушкины слёзки или куколь[22] — одно из народных названий кукушкина цвета обыкновенного (лат. Lychnis flos-cuculi),[23] многолетнего травянистого растения из рода Смолёвка семейства Гвоздичные (лат. Caryophylláceae) с розовыми цветами.
- Кукушкины слёзки или куколь — одно из казачьих народных названий смолёвки зелёноцветной (лат. Silene chlorantha),[24] многолетнего травянистого растения из рода Смолёвка семейства Гвоздичные (лат. Caryophylláceae) с узкими продолговатыми цветами зеленовато-жёлтого цвета.
- Кукушкины слёзки, жабрей или дикий львиный зев — одно из народных названий льнянки обыкновенной (лат. Linaria vulgaris),[25]:9 многолетнего травянистого растения из рода Льнянка семейства Подорожниковые (лат. Plantaginaceae), ранее — Норичниковые (лат. Scrophulariaceae) с каплевидными жёлтыми или бледно-жёлтыми цветами.
- Кукушкины слёзки или болотная трава[26] — одно из народных названий ожики равнинной (лат. Luzula campestris),[1]:274 многолетнего травянистого растения из семейства Ситниковые (лат. Juncaceae) с головчатыми соцветиями характерного вида.
- Кукушкины слёзки или бусенник обыкновенный (лат. Coix lacryma-jobi) — одно из обиходных названий Иовлевых или богородицыных слёз,[27]:178 тропического травянистого растения из семейства Злаков (лат. Gramineae), плоды которого по форме и по цвету напоминают слёзы.[28]

#### грибы
- Кукушкины слёзки (лат. Puccinia recondita) — одно из народных названий бурой ржавчины пшеницы (лат. Aecidium Asperifolii),[29] паразитических ржавчинных грибов, вызывающих заболевание культурных злаков, сопровождаемое специфической пятнистостью листьев (кукушкиными слёзками).

#### насекомые
- Кукушкины слёзки или слюнявица обыкновенная (лат. Philaenus spumarius) — одно из народных названий так называемых «гнёзд» личинок пенницы слюнявой,[30] многоядного вредителя сельскохозяйственных культур из семейства цикад-пенниц (лат. Aphrophoridae). Личинки пенницы на стеблях растений около черешков покрываются пенистой жидкостью, имеющей вид кукушкиных слёзок или заячьей слюны на траве.
- Кукушкины слёзки или пяденица зимняя[1]:274 (лат. Operophtera brumata) — одно из диалектных названий скоплений похожих на «слёзки» куколок бабочки из семейства пядениц.
- Кукушкины слёзки или шелкопряд кольчатый[1]:274 (лат. Malacosoma neustria) — одно из местных народных названий фигурных яйцекладок бабочки Кольчатый коконопряд из семейства коконопрядов, известного вредителя сельскохозяйственных культур и лесных насаждений.

## Галерея кукушкиных слёзок
- Трясунка средняя 
(Briza media)
- Ятрышник 
(Orchis)
- Ятрышник широколистный 
(Orchis latifolia)
- Ятрышник пятнистый 
(Orchis maculata)
- Ятрышник мужской 
(Orchis mascula)
- Ятрышник Фукса 
(Dactylorhiza fuchsii)
- Ятрышник шлемоносный 
(Orchis militaris)
- Любка двулистная 
(Platanthera bifolia)
- Ремнелепестник 
(Satyrium)
- Венерин башмачок 
(Cypripedium calceolus)
- Кокушник комарниковый 
(Gymnadenia conopsea)
- Тайник яйцевидный 
(Platanthera bifolia)
- Ирис 
(Iris)
- Ирис русский 
(Iris ruthenica)
- Ирис тонколистный 
(Iris tenuifolia)
- Гадючий лук 
(Muscari racemosum)
- Кукушкин цвет обыкновенный 
(Iris)
- Смолёвка зелёноцветковая 
(Silene chlorantha)
- Льнянка обыкновенная 
(Linaria vulgaris)
- Ожика равнинная 
(Luzula campestris)
- Иовлевы слёзы 
(Coix lacryma-jobi)
- Бурая ржавчина пшеницы 
(Puccinia recondita)
- Пенница слюнявая 
(Philaenus spumarius)
- Зимняя пяденица 
(Operophtera brumata)
- Кольчатый коконопряд 
(Malacosoma neustria)

## Комментарии
1. ↑  По другой народной легенде, кукушка (птица, не имеющая своего гнезда), часто плачет по своим детям, — и там, где упадёт её слезинка, вырастает синяя орхидея, например, ятрышник пятнистый.
2. ↑  В этой связи приводится ещё одна архаическая версия происхождения народного названия кукушкины слёзки. Она связана с весенним языческим южнорусским женским обрядом, называемым по-разному: крещение кукушки, похороны кукушки или проводы кукушки. Время для обряда было разное, но предпочитали Петров день. По приметам восточных славян именно с Петрова дня кукушка перестаёт куковать (пропадает) или даже превращается в ястреба. Ритуал проводов кукушки означал окончательную смену времён: как только кукушка перестаёт куковать, заканчивается весна и начинается лето. Кукование, затянувшееся за Петров день, считалось предвестником беды. Поэтому кукушку и хоронили (провожали), чтобы она больше не кричала. Обряд начинался с изготовления чучела кукушки: ранним утром собирали траву (кукушкины слёзки), верхушку выкидывали, а корень со стеблем наряжали так, чтобы он напоминал женскую фигурку, которую предстояло похоронить (или проводить).